# Néstor Carballo
Néstor E. Carballo, pseud. Martinica (ur. 3 lutego 1929, zm. 22 września 1981) – urugwajski piłkarz, stoper. Wzrost 176 cm, waga 70 kg. W reprezentacji Urugwaju był zmiennikiem Obdulia Vareli.
Na mistrzostwach świata w 1954 występował jako zawodnik klubu Club Nacional de Football, do którego przeszedł wiosną 1952 z Danubio FC. Na szwajcarskich mistrzostwach rozegrał dwa mecze – z Węgrami i Austrią.
Zginął 22 września 1981 w katastrofie budowlanej.